# Riq'ah

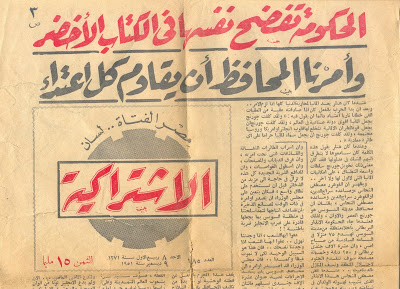
Utilisation en titre.

Le style riqʿah ou ruqʿah (en arabe : رُقْعَة) est un des styles calligraphiques arabes, pour les langues utilisant l'alphabet arabe.
C'est le type d'écriture manuscrite le plus courant dans l'écriture arabe. Il présente des lettres courtes aux lignes droites et des courbes simples, l'écriture est régulière. L'écriture est claire et lisible, elle est facile pour l'écriture quotidienne.
Il ne faut pas le confondre avec le style beaucoup plus ancien riqāʿ (رِقَاع), l'une des six écritures arabes traditionnelles (al-aqlām al-sittah).

## Origine

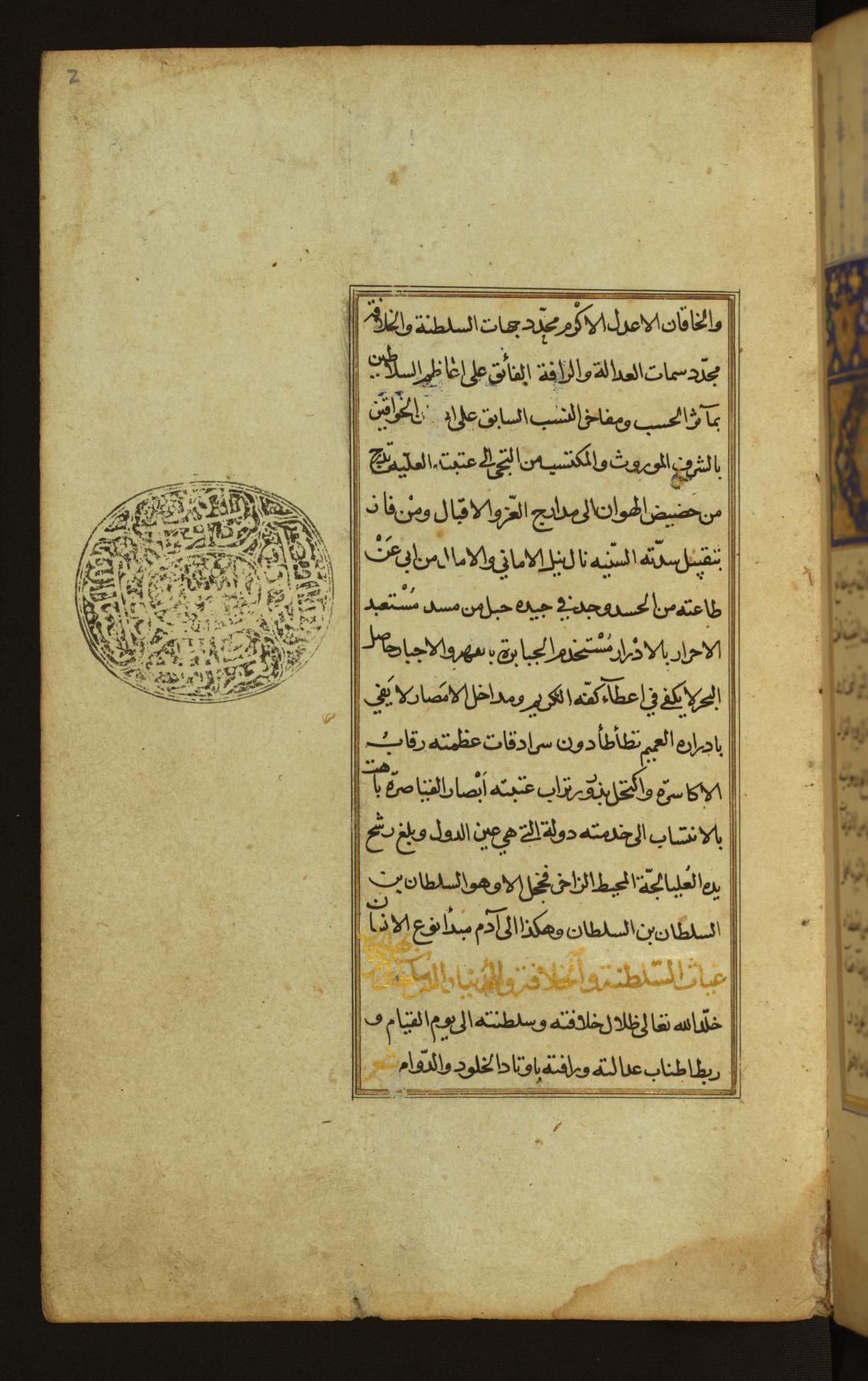
Page de texte avec dédicace au sultan ottoman Selim I.

On considère généralement que les règles de cette écriture ont été fixées par Mumtaz Bey (1810-1872), sous le règne du sultan Abdul Majeed Khan, en 1863.
La définition canonique du style est cependant due à Mehmed Izzet Efendi (1841- 1904), dont la version est la plus répandue.
Le style a standardisé le style d'écriture qui existait dans des styles légèrement différents de l'écriture manuscrite de tous les jours. Il dérive probablement des styles thuluth et naskh. Son style s'est répandu dans tous les pays arabes, en particulier en Égypte, et un grand nombre de brochures ont été publiées dans diverses régions des pays arabes. et la Turquie, et pour divers calligraphes, surtout après que son enseignement a été adopté dans les écoles.
Cette écriture est quelquefois appelée « écriture ottomane » à cause de son utilisation chez les Turcs.
Les textes courants de l'empire ottoman étaient écrits dans l'écriture ruqʿah (par opposition au divanî) pour en faciliter la lecture et l'écriture. C'était l'une des écritures les plus courantes en Turquie à cette époque.
Chaque Ottoman alphabétisé devait être capable d'utiliser le « ruqʿah »,

## Utilisation

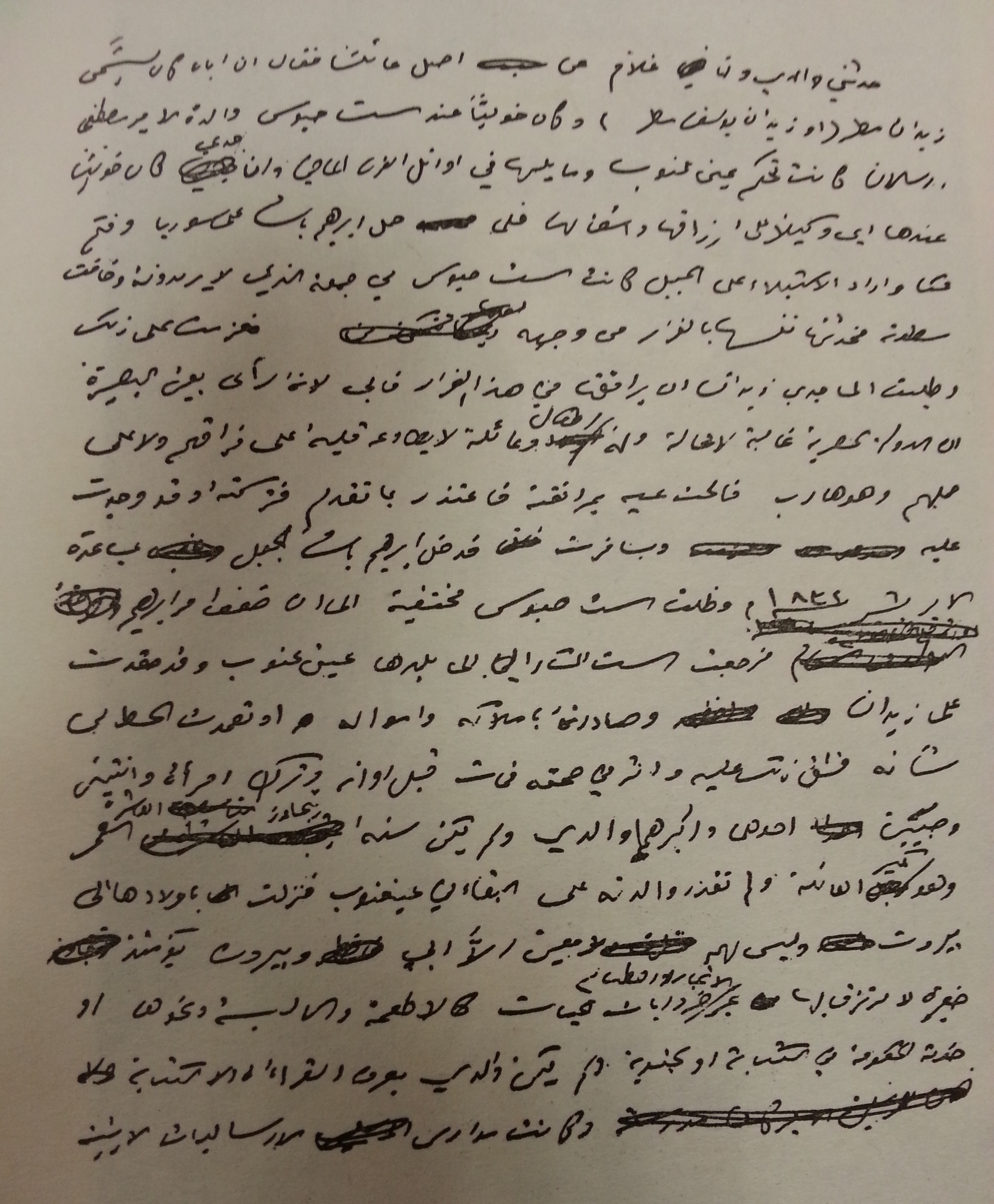
Lettre manuscrite de Jurji Zaydân.

Il s’agit d’un style d’écriture fonctionnel, rapide à écrire et facile à lire.
Aujourd’hui, l’écriture ruqʿah est utilisée par le grand public dans son écriture quotidienne en raison de sa capacité à être écrite dans un espace étroit par rapport aux autres écritures arabes.
La calligraphie arabe écrite par les gens ordinaires de nos jours est généralement un mélange des écritures naskh et ruqʿah.
C'est un style d'écriture destiné à la production rapide de textes. Il est relativement simple et clair.
Le mot arabe رُقعة ruqʿah désigne en effet un billet, un morceau de papier sur lequel on écrit une requête (ou une pièce de ravaudage).
Le style riqʿah est utilisé pour l'écriture quotidienne, et est souvent utilisé pour des affiches.
Il est utilisé pour les titres de livres et de magazines, dans les publicités commerciales et pour les diplômes délivrés aux étudiants en calligraphie.

## Caractéristiques
Contrairement à d’autres types de calligraphie, la « ruqʿah » n’est pas considérée comme une forme d’art.
Le style ruqʿah ne vise pas à être esthétique, avec une mise en forme soignée, il n'est façonné que pour l'efficacité.
Par conséquent, c'est le seul style calligraphique qui est appris rapidement, sans avoir à apprendre des raffinements supplémentaire.
Le style se caractérise par ses lettres courtes, interrompues et droites, et ses courbures simples, dont la plupart sont presque droites. Quand une lettre présente une courbure, cette courbure est très légère.
Dans le ruqʿah, les points caractéristiques des lettres sont tracés d'un seul trait : Deux points sont reliés pour former une ligne horizontale, trois points pour former un crochet circonflexe.
Il n'y a que trois formes de lettres qui descendent sous la ligne d'écriture : les formes finales et isolées de mīm ﻡ.
Contrairement au naskh, dans les formes finales et isolées de nūn ﻥ, les points caractéristiques de la lettre ne sont généralement pas séparés, mais sont attachés aux lettres sous forme de crochets.
L'exemple ci-dessous est atypique en ce qu'il marque les diacritiques pour les voyelles, qui sont rarement utilisés dans l'écriture.

## Polices de caractères
Les polices ci-dessous utilisent le style Riq'ah pour le rendu des textes arabes :
- Aref Ruqaa par Abdullah Aref[7]
- Rakkas par Zeynep Akay[8]
- Waseem sur iOS
- B Arabic Style par Borna Rayaneh[9]
- Layla Ruqaa par Mohammed Isam[10]